# Volturnales
Las volturnales o volturnalia fueron las fiestas dedicadas en la Antigua Roma al dios de las aguas y fuentes Volturno cada 27 de agosto (en latín: Vulturnus o Volturnus) apareciendo en textos con la inscripción Volturno flumini sacrificium.

## Celebraciones
Ese día en Roma, un flamen, uno de los flamines minores llamado flamen Volturnalis estaba a cargo del culto a Volturno. Este sacerdocio según Varrón fue establecido por Numa Pompilio, el segundo rey de Roma en la historiografía tradicional. Por tanto, sería una de las más antiguas fiestas romanas.

## Interpretaciones
Según Aulo Gelio, los romanos llamaban Volturnus a uno de los vientos del este, presumiblemente el Siroco, dado que Columela anotaba que en la provincia de la Bética era necesario cubrir las vides con esteras cuando se levantaba la canícula, porque en caso contrario, el dañino viento del sureste llamado Volturnus habría quemado las uvas como una llama. De ahí la idea de que las volturnales debían considerarse como un sacrificio propiciatorio de naturaleza agrícola ante el viento de Volturno para proteger los cultivos, una idea ahora respaldada por estudiosos como Dumézil.
Sin embargo, también se han propuesto otras interpretaciones, en particular la de que las volturnales eran fiestas fluviales dedicadas al deificado río Tíber. Sobre la base de la existencia de una fiesta celebrada en la antigua Capua en honor del dios epónimo del río Volturno, así las volturnales romanas podrían tener un carácter similar. Dentro de esta hipótesis, se propuso que el dios y sus fiestas habían sido importadas a Roma desde la antigua Campania, y que el nombre de Volturno podría haber sido referido por los romanos al Tíber a través de "a volvendo", término que indica el movimiento de las aguas y que la palabra flaminis es recurrente sobre las volturnales en un antiguo calendario romano original (el llamado Capranica) que debía volverse a leer como fluminis. Sin embargo, estas hipótesis parecen difíciles de sostener, especialmente a la luz del mencionado pasaje de Varrón que atribuyó un origen arcaico y puramente romano a la festividad y, por lo tanto, parece improbable su importación desde Campania.
También existe una cierta confusión entre la divinidad de Campania y la romana que ya se produjo en la poesía clásica y en la filología menos reciente, aunque hay quienes sostuvieron, como el propio Vaccai, una identificación entre Volturno y Vertumno (en latín: Vertumnus o Vortumnus), antiguo dios romano de la naturaleza que se transforma y muta en cambios estacionales y no ve en ambos aspectos de Jano. Pero incluso esta interpretación es difícil de sostener, ya que Vertumno tenía, según Varrón, sus propias fiestas, las vertumnales, que se celebraban en fechas  diferentes.